# 斯武普察湖
52°18′28″N 17°54′0″E / 52.30778°N 17.90000°E

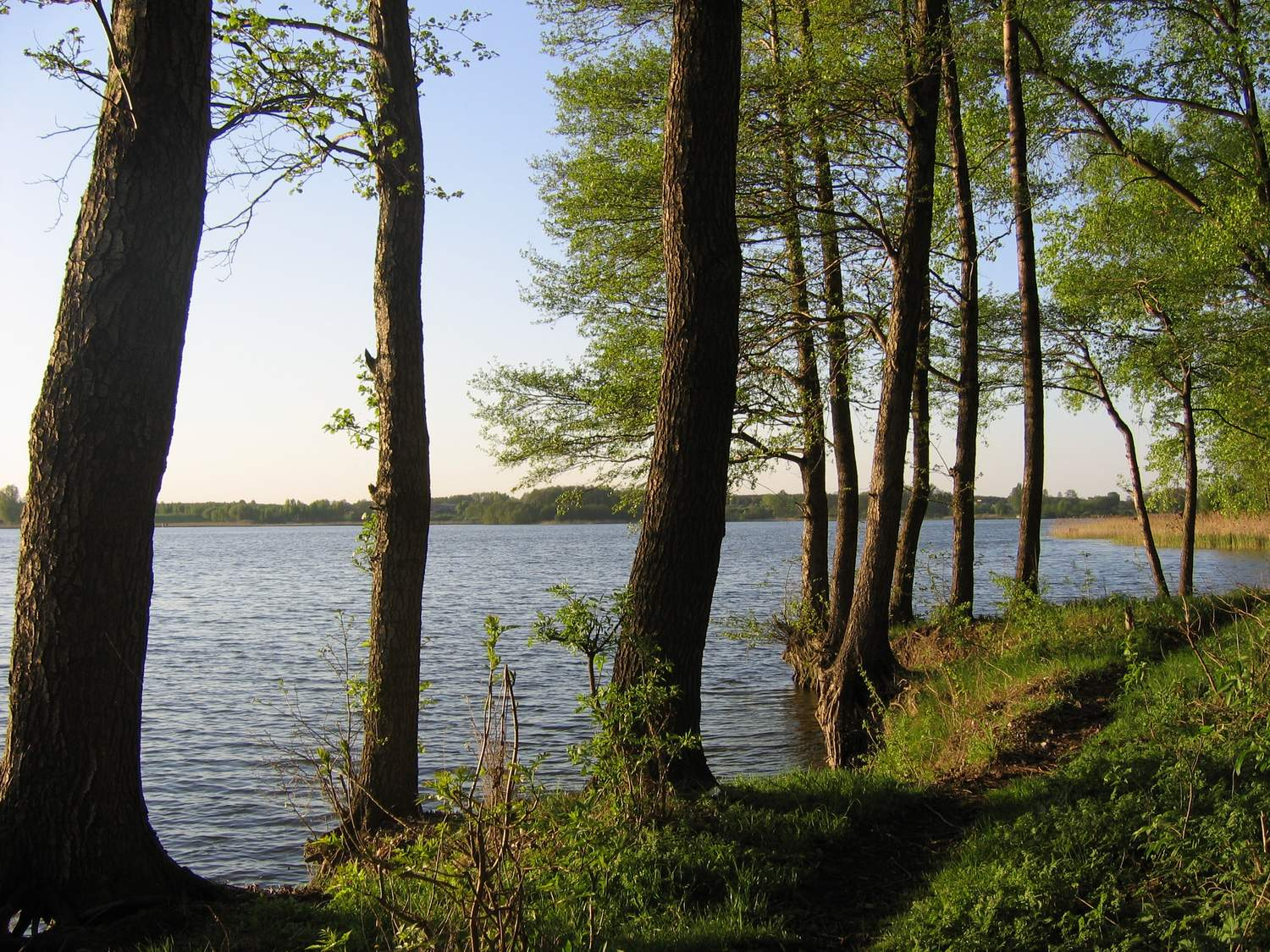

斯武普察湖是波蘭的人工水庫，位於該國中西部，處於大波蘭省，落成於1955年，長3.6公里、寬0.9公里，面積2.6平方公里，最大水深2.5米，蓄水量46萬立方米。